# AM-1220
AM-1220，化学名：1-[(N-甲基-2-哌啶基)甲基]-3-(1-萘甲酰基)吲哚，分子式C26H26N2O，是一种镇痛药，属于亚历山德罗斯·马克里扬尼斯小组合成的萘甲酰基吲哚类AM系列大麻素，2015年列入《非药用类麻醉药品和精神药品名录》。